# Thomas d'Hénin-Liétard d'Alsace
Thomas Philippus d'Alsace-Boussu (Brussel, er gedoopt in de Kapellekerk op 13 november 1679 – Mechelen, 5 januari 1759), was van 1716 tot zijn overlijden aartsbisschop van Mechelen. Net als zijn voorganger staat d'Alsace bekend als een politiek georiënteerd aartsbisschop. 

## Levensloop
Hij werd geboren als tweede zoon van Philippe Louis d'Hénin-Liétard d'Alsace, graaf van Boussu en prins van Chimay, ridder in de Orde van het Gulden Vlies en Anne Louise Verreycken, dochter van Charles Verreycken baron van Imde. Hij ontving op zeer jonge leeftijd, op 29 november 1690, de tonsuur. Hij begon zijn studies bij de jezuïeten in Brussel, studeerde vervolgens filosofie in Keulen en theologie in Rome aan het Germaans en Romeins college. In 1702 haalde hij de graad van doctor in de theologie.

### Kerkelijke carrière
Hij werd kanunnik van het Sint-Baafskapittel van Gent, in 1695 proost van hetzelfde kapittel. Hij concludeerde al snel dat een op negen kanunniken jansenist was.
Op 20 november 1701 werd hij diaken gewijd, en op 15 oktober 1702 werd hij priester. Hij maakte carrière in het bisdom Gent waar hij onder andere synodaal rechter en vicaris-generaal was. In 1709 werd hij voorgedragen voor de vacante bisschopszetel van Brugge maar een benoeming kwam er niet door de Spaanse Successieoorlog. In 1711 reisde hij naar Rome in naam van de Gentse bisschop en werd er benoemd tot di onore kamerheer van paus Clemens XI. Deze paus wilde hem in 1713 benoemen tot bisschop van Ieper toen keizer Karel VI hem voordroeg voor de vacante zetel van aartsbisschop van Mechelen. Zijn aanstelling liet echter op zich wachten door geschillen over het benoemingsrecht tussen Karel VI en de Staten-Generaal (die een groot deel van de Zuidelijke Nederland toen bezetten). Hij werd op 16 december 1715 verkozen en op 19 januari 1716 in Wenen aangesteld tot 9e aartsbisschop, daarmee tevens 35e abt van Affligem. Hij was nuntius in Oostenrijk en privéraadsman van de keizer. 
In 1717 gaf d'Alsace opdracht om een nieuw aartsbisschoppelijk paleis te bouwen in Mechelen. Het paleis was echter nog niet afgewerkt toen d'Alsace in 1759 overleed. Hij breidde ook het seminarie in Mechelen uit. 
Tussen 1738 en 1741 verbleef d'Alsace in het buitenland. In 1740 nam hij deel aan het conclaaf waarin Benedictus XIV werd gekozen als nieuwe paus. Daarna reisde hij naar Parijs om de zaak van Maria-Theresia te bepleiten in het kader van de Oostenrijkse Successieoorlog. In 1751 werd graaf Christoph Migazzi benoemd tot coadjutor van d'Alsace met recht van opvolging. Nadat de politieke en kerkelijke carrière hem elders leidde (hij werd in 1757 aartsbisschop van Wenen), deed Migazzi in 1753 afstand van dit ambt.
De kardinaal overleed in 1759 en werd begraven in de kathedraal van Mechelen.

### Strijd tegen het jansenisme
Kardinaal d'Alsace was een hevig bestrijder van de jansenisten: hij volgde getrouw de leer uit Rome. Voor zijn inzet om de bul Unigenitus te doen respecteren beloonde de paus hem met een rode biretta: op 29 november 1719 werd tot hij kardinaal benoemd. Hiervoor ging de kardinaal persoonlijk naar Rome, waar hij enige tijd verbleef. Bij zijn terugkomst werd hij zeer warm onthaald, in Mechelen was men zeer verheugd opnieuw een kardinaal te hebben. Tijdens de strijd tegen de jansenisten suspendeerde hij in 1720 Judocus de Visch, de superior van de oratorianen, in Leuven. Ook Guillemus van Ranst, de plebaan van de kathedraal werd gesuspendeerd.

## Trivia
- Zijn pectorale met topazen versierd, schonk hij aan OLV van Affligem uit devotie. Het wordt bewaard in de Sint-Pietersabdij van Dendermonde.
- Hij bracht verschillende kunstwerken mee uit Rome, waaronder een groot pontificaal gewaad met vijf gouden koorkappen, dat bewaard wordt in Mechelen.[5]